# Малые Орлинцы
Малые Орлинцы (укр. Малі Орлинці) — село в Хмельницком районе Хмельницкой области Украины.
Расположено на правом берегу реки Бужок (левый приток Южного Буга).
Население по переписи 2001 года составляло 195 человек. Почтовый индекс — 31303. Телефонный код — 382. Занимает площадь 0,744 км². Код КОАТУУ — 6825081106.

## Местный совет
31306, Хмельницкая обл., Хмельницкий р-н, с. Везденьки, ул. Центральная, 17